# Clausiliidae
I Clausilidi (Clausiliidae L. Pfeiffer & J. E. Gray, 1855) sono una famiglia di molluschi gasteropodi; sono l'unica famiglia della superfamiglia Clausilioidea, a sua volta unico taxon contenuto nell'infraordine dei Clausilioidei.

## Descrizione
I membri di questa famiglia sono caratterizzati da una conchiglia allungata, con apertura sinistra, dotata di una struttura anatomica chiamata clausilium che consente di chiudere l'apertura come una "porta scorrevole".

## Distribuzione e habitat
I Clausilidi sono diffusi in Europa, Asia orientale e America meridionale.

## Tassonomia
Con circa 1 300 specie, tra forme viventi e fossili, è probabilmente la più grande famiglia di gasteropodi terrestri.

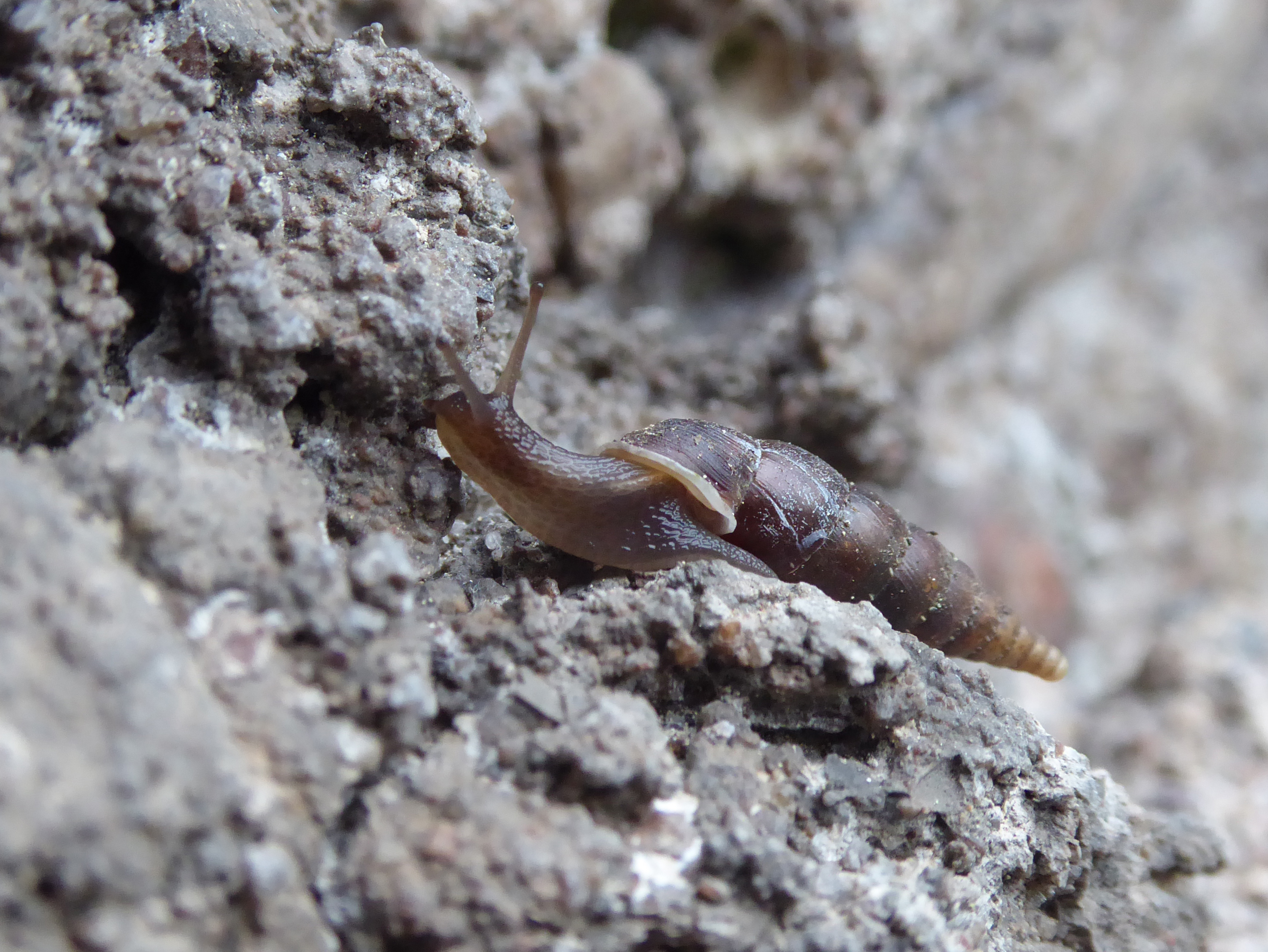
Charpentieria itala

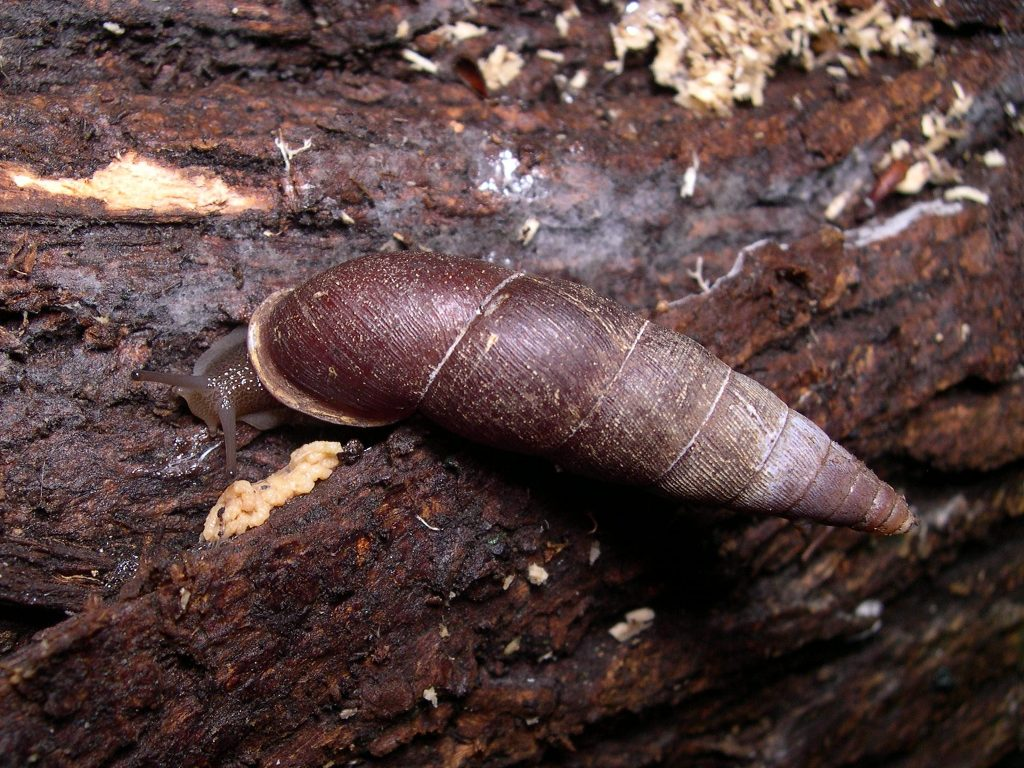
Megalophaedusa martensi

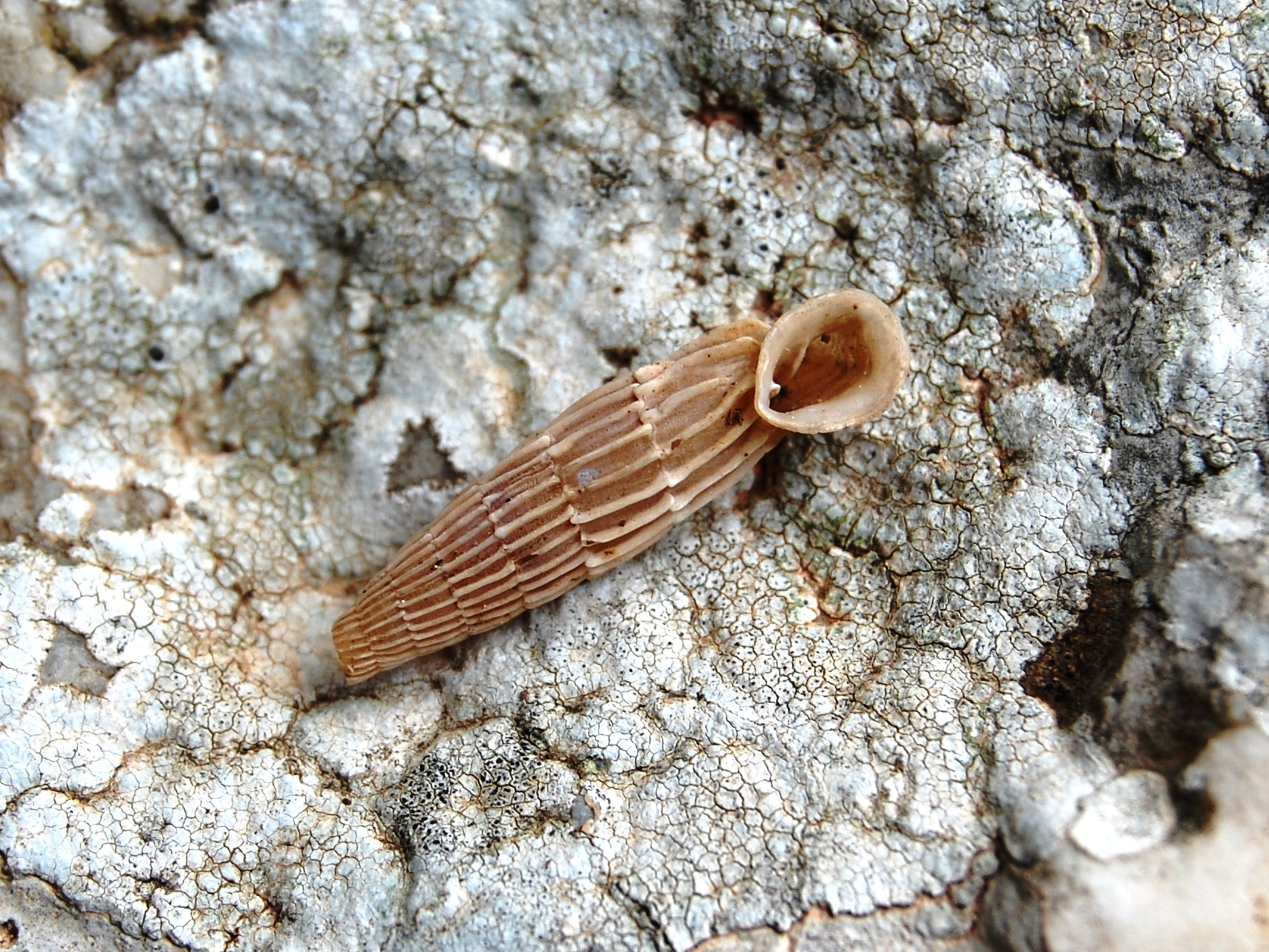
Siciliaria crassicostata

Comprende 167 generi viventi (e 48 estinti), raggruppati in 11 sottofamiglie:
- Sottofamiglia Alopiinae A. J. Wagner, 1913
  - Tribù Alopiini A. J. Wagner, 1913
  - Tribù Cochlodinini Lindholm, 1925 (1923)
  - Tribù Delimini R. Brandt, 1956
  - Tribù Medorini H. Nordsieck, 1997
- Sottofamiglia Clausiliinae Gray, 1855
  - Tribù Acrotomini H. Nordsieck, 1979
  - Tribù Baleini A. J. Wagner, 1913
  - Tribù Boettgeriini H. Nordsieck, 1979
  - Tribù Clausiliini Gray, 1855
  - Tribù Emarginariini H. Nordsieck, 2007 †
  - Tribù Euxinellini Neubert, 2002
  - Tribù Filosini H. Nordsieck, 1979
  - Tribù Graciliariini H. Nordsieck, 1979
  - Tribù Mentissoideini Lindholm, 1924
  - Tribù Olympicolini Neubert, 2002
  - Tribù Strigileuxinini H. Nordsieck, 1994
  - Tribù Strumosini H. Nordsieck, 1994
- Sottofamiglia Constrictinae H. Nordsieck, 1981 †
- Sottofamiglia Eualopiinae H. Nordsieck, 1978 †
  - Tribù Eualopiini H. Nordsieck, 1978 †
  - Tribù Rillyini H. Nordsieck, 1985 †
- Sottofamiglia Garnieriinae C.R. Boettger, 1926
  - Tribù Garnieriini C.R. Boettger, 1926
  - Tribù Tropidaucheniini H. Nordsieck, 2002
- Sottofamiglia Laminiferinae Wenz, 1923
  - Tribù Laminiferini Wenz, 1923
  - Tribù Oospiroidesini H. Nordsieck, 2007 †
  - Tribù Polloneriini H. Nordsieck, 2007 †
- Sottofamiglia Neniinae Wenz, 1923
  - Tribù Neniini Wenz, 1923
- Sottofamiglia Peruiniinae H. Nordsieck, 2005
- Sottofamiglia Phaedusinae A. J. Wagner, 1922
  - Tribù Disjunctariini H. Nordsieck, 2014 †
  - Tribù Nordsieckiini H. Nordsieck, 2007
  - Tribù Phaedusini A. J. Wagner, 1922 †
  - Tribù Serrulellini H. Nordsieck, 2007 †
  - Tribù Serrulinini Ehrmann, 1927
  - Tribù Synprosphymini H. Nordsieck, 2007
- Genere Selenophaedusa Lindholm, 1924